# Marjory Shedd
Marjory Jean Shedd (* 17. März 1926 in Toronto; † 10. Mai 2008) war eine kanadische Badmintonspielerin.

## Karriere
Marjory Shedd war eine der bedeutendsten Badmintonspielerinnen in der Geschichte dieser Sportart in Kanada. Sie gewann über 20 kanadische Einzeltitel und mehrere Titel bei den Canadian Open. Im Volleyball konnte sie ebenfalls beachtliche Erfolge erringen. Unter anderem gewann sie in dieser Sportart drei nationale Titel und nahm an den Panamerikaspielen teil.
Sie ist Mitglied der Hall of Fame des kanadischen Sports.

## Erfolge im Badminton
| Saison | Veranstaltung                                        | Disziplin   | Platz | Name                               |
| ------ | ---------------------------------------------------- | ----------- | ----- | ---------------------------------- |
| 1953   | Kanada: Einzelmeisterschaften                        | Dameneinzel | 1     | Marjory Shedd                      |
| 1954   | Kanada: Einzelmeisterschaften                        | Damendoppel | 1     | Marjory Shedd / Joan Hennessy      |
| 1954   | Kanada: Einzelmeisterschaften                        | Dameneinzel | 1     | Marjory Shedd                      |
| 1955   | Kanada: Einzelmeisterschaften                        | Damendoppel | 1     | Marjory Shedd / Joan Hennessy      |
| 1956   | Kanada: Einzelmeisterschaften                        | Damendoppel | 1     | Marjory Shedd / Joan Hennessy      |
| 1956   | Kanada: Einzelmeisterschaften                        | Mixed       | 1     | Bill Purcell / Marjory Shedd       |
| 1958   | Kanada: Nationale und Internationale Meisterschaften | Damendoppel | 1     | Marjory Shedd / Joan Hennessy      |
| 1958   | Kanada: Nationale und Internationale Meisterschaften | Mixed       | 1     | Bill Purcell / Marjory Shedd       |
| 1960   | Kanada: Nationale und Internationale Meisterschaften | Dameneinzel | 1     | Marjory Shedd                      |
| 1960   | Kanada: Nationale und Internationale Meisterschaften | Damendoppel | 2     | Marjory Shedd / Dorothy Tinline    |
| 1961   | Kanada: Nationale und Internationale Meisterschaften | Dameneinzel | 1     | Marjory Shedd                      |
| 1961   | Kanada: Nationale und Internationale Meisterschaften | Damendoppel | 1     | Marjory Shedd / Dorothy Tinline    |
| 1962   | Kanada: Nationale und Internationale Meisterschaften | Dameneinzel | 1     | Marjory Shedd                      |
| 1962   | Kanada: Nationale und Internationale Meisterschaften | Damendoppel | 1     | Marjory Shedd / Dorothy Tinline    |
| 1963   | Kanada: Einzelmeisterschaften                        | Mixed       | 1     | James Carnwath / Marjory Shedd     |
| 1963   | Kanada: Einzelmeisterschaften                        | Dameneinzel | 1     | Marjory Shedd                      |
| 1963   | Kanada: Internationale Meisterschaften               | Dameneinzel | 1     | Marjory Shedd                      |
| 1963   | Kanada: Einzelmeisterschaften                        | Damendoppel | 1     | Marjory Shedd / Dorothy Tinline    |
| 1963   | Kanada: Internationale Meisterschaften               | Damendoppel | 1     | Marjory Shedd / Dorothy Tinline    |
| 1964   | Kanada: Internationale Meisterschaften               | Damendoppel | 1     | Marjory Shedd / Dorothy Tinline    |
| 1964   | Kanada: Einzelmeisterschaften                        | Damendoppel | 1     | Marjory Shedd / Dorothy Tinline    |
| 1964   | Kanada: Einzelmeisterschaften                        | Mixed       | 1     | James Carnwath / Marjory Shedd     |
| 1964   | Kanada: Internationale Meisterschaften               | Mixed       | 1     | James Carnwath / Marjory Shedd     |
| 1965   | Kanada: Einzelmeisterschaften                        | Damendoppel | 1     | Marjory Shedd / Dorothy Tinline    |
| 1966   | Kanada: Einzelmeisterschaften                        | Damendoppel | 1     | Marjory Shedd / Dorothy Tinline    |
| 1969   | Kanada: Einzelmeisterschaften                        | Damendoppel | 1     | Marjory Shedd / Barbara Hood       |
| 1971   | Kanada: Einzelmeisterschaften                        | Damendoppel | 1     | Marjory Shedd / Barbara Hood       |
| 1972   | Kanada: Einzelmeisterschaften                        | Mixed       | 1     | Yves Paré / Marjory Shedd, QC / ON |